# Kabriolet

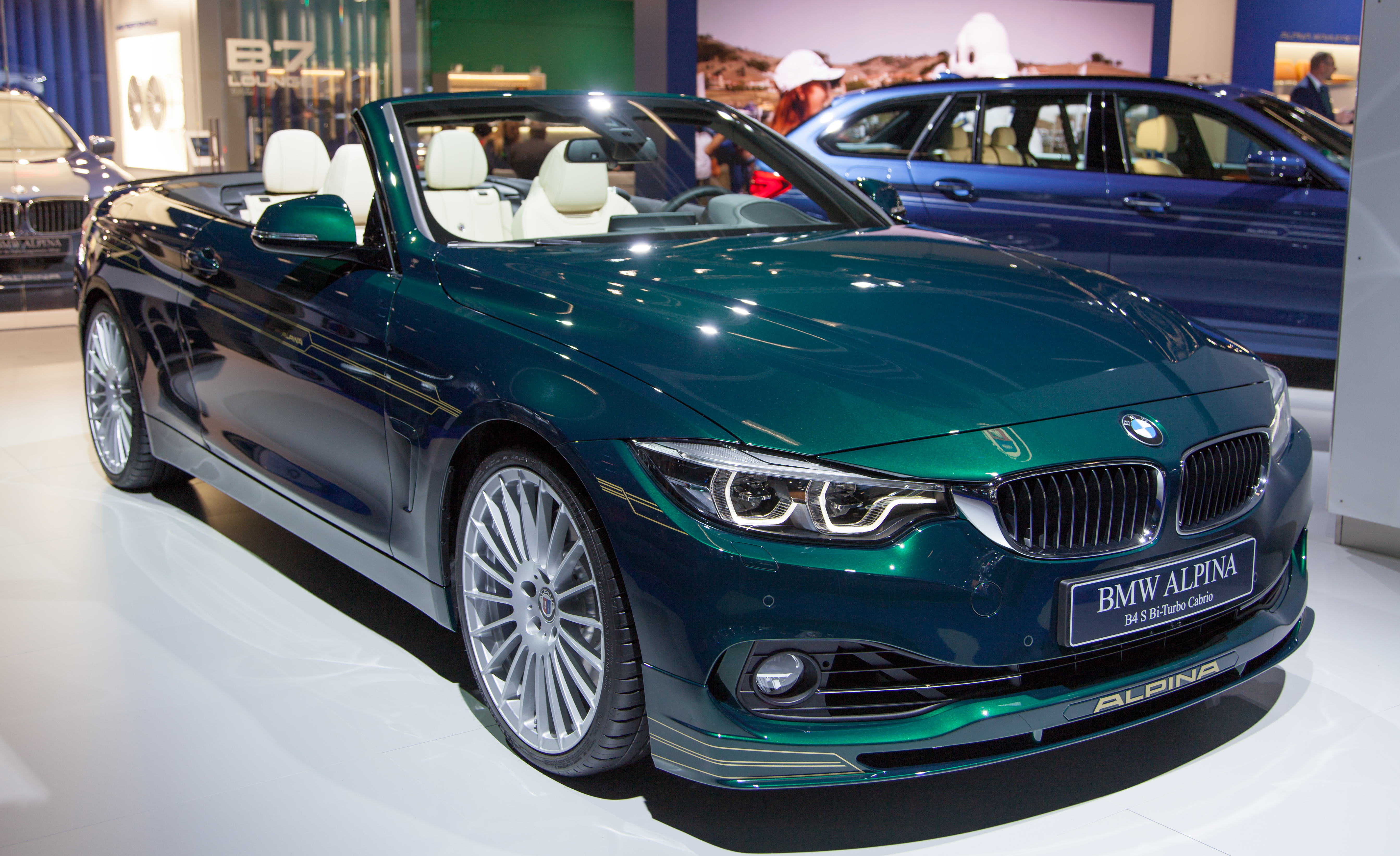
BMW 4 Cabrio

Kabriolet je otevřený osobní automobil se sklápěcí střechou. Střecha může být plátěná nebo pevná ocelová, popřípadě zhotovená z jiných materiálů. Kabriolet s pevnou střechou je též označován jako kupé-kabriolet (CC). Střecha je snímána strojně, přičemž je skládána do zavazadelníku automobilu, nebo ručně, přičemž je snímána vcelku nebo na části (v této variantě většinou není řešeno převážení střechy, takže je nutné ji nechat doma – tato varianta střechy se nazývá hardtop).
Karoserie kabrioletu typicky vychází tvarem z karoserie kupé a je dvojdveřová. (Jednou z výjimek je čtyřdveřová Škoda MTX Cabrio, vycházející ze Škody Felicie hatchback.) Oproti kupé má kabriolet zpravidla vyšší hmotnost a menší zavazadlový prostor. [zdroj?] Typický kabriolet je dvojsedadlový se dvěma nouzovými sedadly, kabriolet pouze se dvěma sedadly je nazýván roadster, supersportovní modely jsou označovány jako spider. [zdroj?]

## Příklady kabrioletů
- Audi A3
- Audi A5

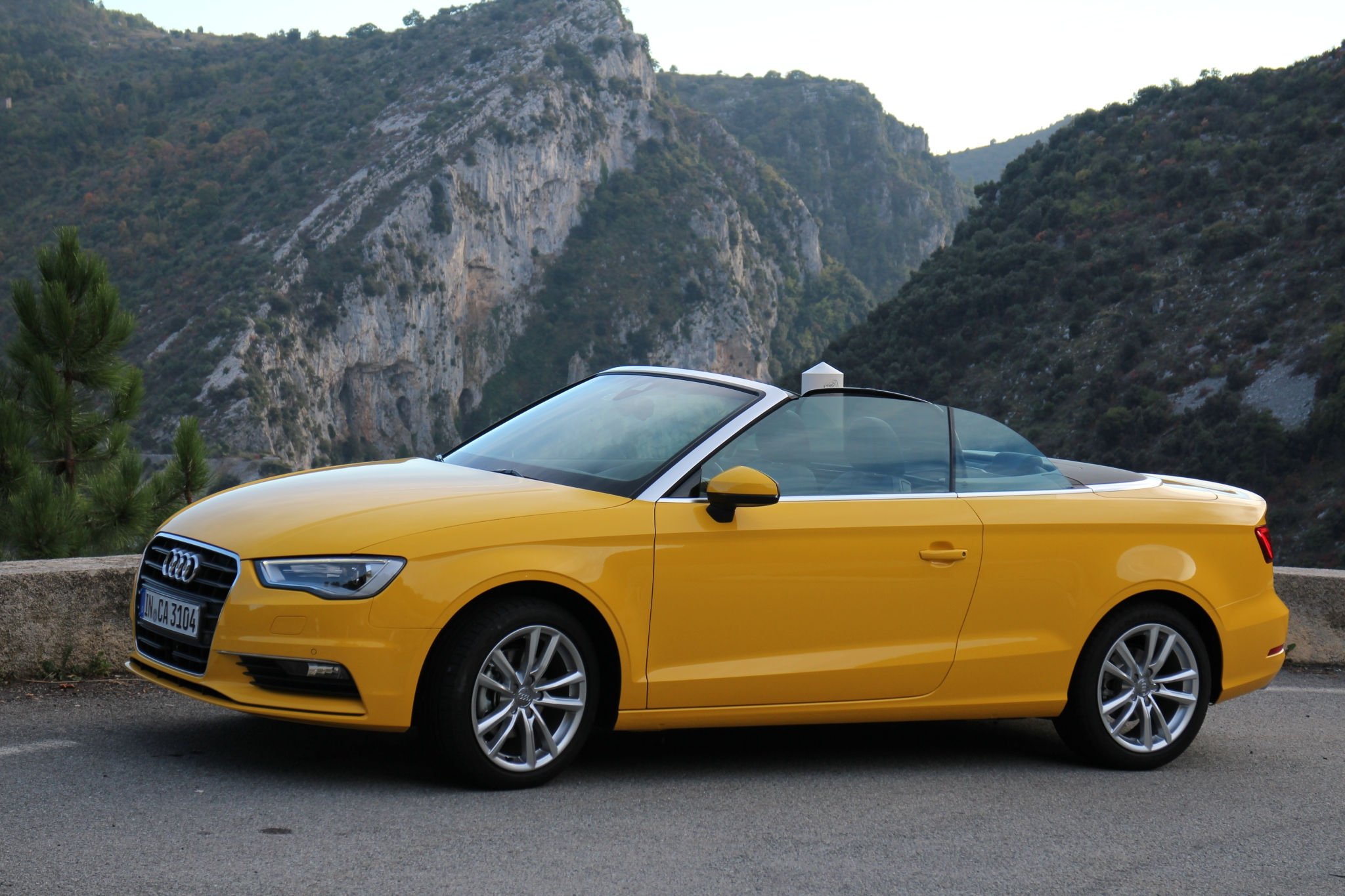
Audi A3 Cabrio

- Bentley Continental GT Convertible
- BMW řady 4
- Cadillac Eldorado
- Chevrolet Camaro
- Ford Mustang
- Infiniti Q60
- Mercedes-Benz třídy E
- Mini Convertible
- Range Rover Evoque
- Rolls-Royce Dawn
- Volkswagen Beetle Cabriolet

## České kabriolety
- Aero 500, vyrobeno 1360 vozů
- Aero 50, vyrobeno okolo 1000 vozů

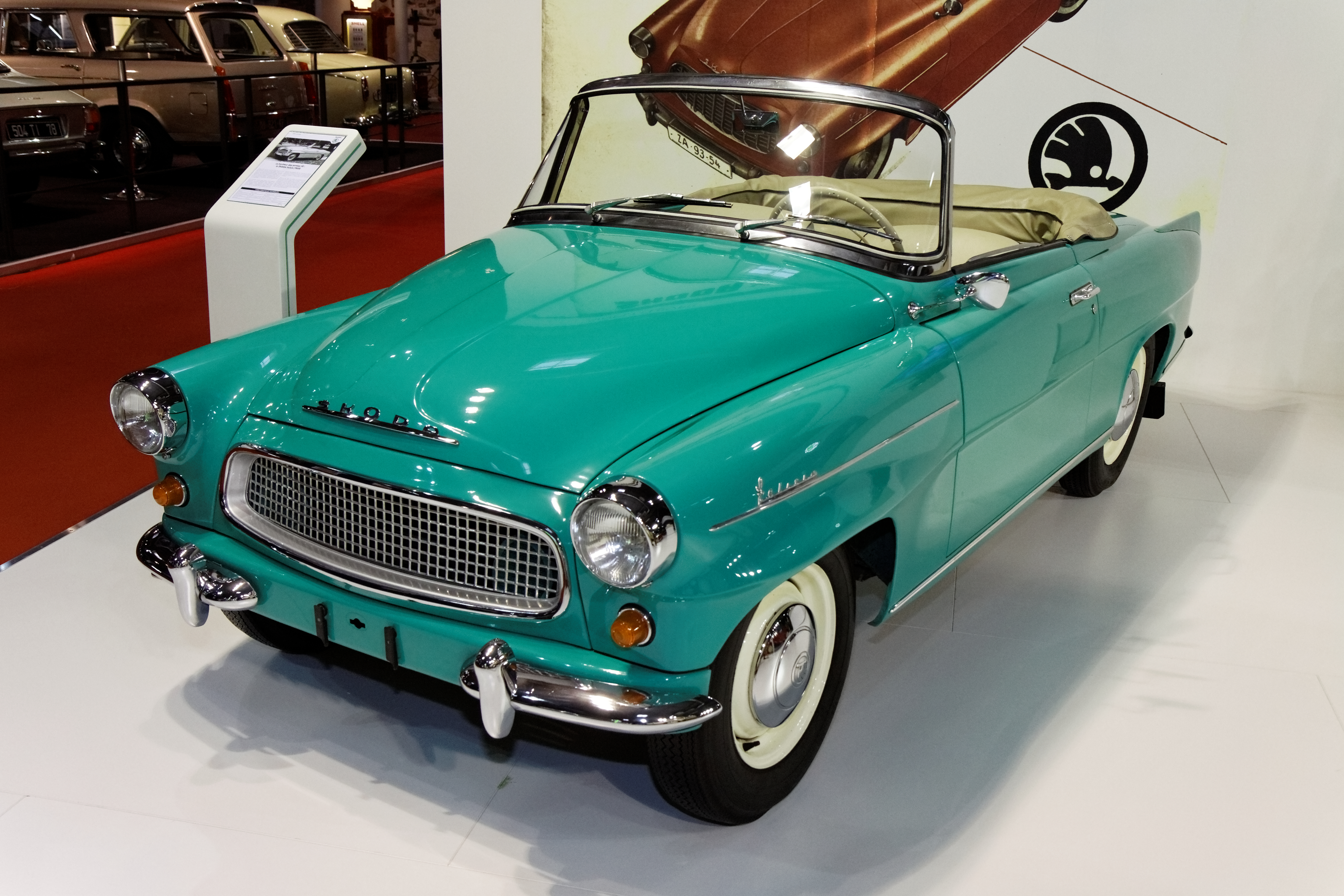
Škoda Felicia

- Tatra 600 kabriolet, vyroben 1 vůz
- Škoda 440 Karosa, vyroben 1 vůz
- Škoda 450, vyrobeno 1010 vozů
- Škoda Felicia (1959), vyrobeno 14863 vozů
- Škoda 110 L Cabrio, vyroben 1 vůz
- Škoda Rapid Cabriolet, vyrobeno 343 vozů
- Favorit MTX Roadster, vyrobeno 200 vozů
- Felicia MTX Cabrio, vyrobeno 30 vozů